# Jordi Solé Tura
Jordi Solé Tura, né le 23 mai 1930 à Mollet del Vallès et mort le 4 décembre 2009 à Barcelone, est un écrivain et homme politique espagnol.
Opposant au franquisme dans sa jeunesse, il milite dans des organisations communistes. En 1977, il est ainsi élu du Parti socialiste unifié de Catalogne et participe à la rédaction de la nouvelle Constitution espagnole. Il accomplit deux mandats et tente sans succès d'être élu maire de Barcelone en 1983.
Il quitte deux ans plus tard les rangs communistes et adhère au Parti des socialistes de Catalogne. Il est alors réélu député en 1989, puis il est nommé ministre de la Culture en 1991. Il quitte ce poste à l'issue de la législature, en 1993. En 1996, les socialistes proposent sa candidature à la présidence du Congrès des députés mais il est défait par son concurrent conservateur.
Ayant remporté un mandat de sénateur en 2000, il n'en sollicite pas le renouvellement et quitte la politique quatre ans plus tard. Atteint de la maladie d'Alzheimer, il meurt en décembre 2009, à 79 ans.

## Biographie

### Jeunesse
Il étudie le droit à l'université de Barcelone, où il obtient sa licence. Initialement membre du Front de libération populaire (FELIPE), il adhère en 1956 au Parti socialiste unifié de Catalogne (PSUC) et rejoint alors la cellule de l'université.

### Exil
Du fait de ses activités anti-franquistes, il finit par s'exiler à Paris en 1960. Il suit un cursus à l'École pratique des hautes études. Il se rend ensuite à Bucarest où il travaille pour la Radio España Independiente. Après que Fernando Claudín et Jorge Semprún ont été exclus du Parti communiste d'Espagne (PCE), il revient dans la capitale française et s'éloigne des thèses dominantes au sein du parti.
Il traduit de nombreux essais politiques importants. Ainsi, il est notamment l’introducteur des premiers textes de Gramsci en Espagne et le traducteur en catalan de Stratégie ouvrière et néocapitalisme d'André Gorz en 1967.
La même année, il publie l’essai Catalanisme i revolució burgesa (« Catalanisme et Révolution bourgeoise »), qui reçoit le prestigieux Prix de la critique Serra d'Or de littérature et essai l’année suivante et dont l'interprétation est à l’origine d’une intense polémique autour catalanisme.
Il rejoint en 1970 l'Organisation Communiste d'Espagne – Drapeau Rouge (OCE-BR), d'idéologie maoïste. Cependant, il décide dès 1973 de réintégrer les rangs du PSUC. Trois ans plus tard, en juin 1976, il devient professeur agrégé de droit politique à l'université autonome de Barcelone (UAB).

### L'un des«pères de la Constitution»
Au cours de la transition démocratique, il est l'un des principaux dirigeants du Parti socialiste unifié de Catalogne et compte parmi les défenseurs de l'eurocommunisme, cher à Santiago Carrillo. Dans la perspective des élections constituantes du 15 juin 1977, il est investi en quatrième position de la liste du PSUC dans la province de Barcelone.
Élu au Congrès des députés, il rejoint le groupe parlementaire communiste. Il est désigné porte-parole adjoint du groupe, ainsi que deuxième secrétaire de la commission du Règlement, membre de la députation permanente et de la commission de la Constitution. À partir de décembre 1978, il rejoint en outre les commissions de l'Intérieur, de la Justice, et de la Présidence.
Au cours de ce premier mandat, il est choisi pour être le représentant communiste au sein du groupe de travail (en espagnol : ponencia) de sept députés chargé de rédiger l'avant-projet de nouvelle Constitution. Avec ses six collègues, il y gagne le surnom de « père de la Constitution ».

### Du Congrès à la mairie de Barcelone
Pour les élections législatives du 1er mars 1979, il est remonté à la troisième position de la liste présentée par le PSUC dans la province de Barcelone.
À l'entame de ce deuxième mandat, il est choisir pour succéder à Carrillo dans les fonctions de porte-parole du groupe communiste au Congrès. En outre, il siège à la députation permanente, à la commission constitutionnelle, à la commission de l'Administration territoriale et à la commission du Règlement, ainsi qu'à d'autres commissions plus ponctuellement.
Au mois de juillet 1982, ayant passé avec succès les concours nécessaires, il est promu professeur des universités de droit politique de l'université de Barcelone.
Après que le gouvernement a prononcé la dissolution des Cortes Generales et convoqué des élections générales anticipées pour le 28 octobre, il est investi par le PSUC en deuxième position de la liste de la circonscription électorale de Barcelone. Cependant, le faible résultat des communistes ne leur permet de faire élire qu'un seul député et Solé Tura doit quitter le Congrès le 18 novembre.
Moins de deux semaines plus tard, le 1er novembre, le comité du Parti socialiste unifié de Catalogne de Barcelone choisit de le désigner tête de liste pour les élections municipales du 8 mai 1983. Le soir du scrutin, il remporte 6,92 % des suffrages exprimés et trois conseillers municipaux, contre plus de 18 % et neuf élus pour le PSUC quatre ans plus tôt. Il démissionne de son mandat électoral en octobre suivant.

### Des communistes aux socialistes
En 1985, il est élu doyen de la faculté de droit de l'université de Barcelone et s'éloigne peu à peu du PSUC,. Il fait savoir l'année d'après qu'il a entamé un rapprochement avec le Parti des socialistes de Catalogne (PSC).
Ce rapprochement est acté en février 1988, lorsque le premier secrétaire du PSC Raimon Obiols indique qu'il sera candidat aux élections autonomiques du 29 mai suivant. Il est effectivement investi à la quatrième position de la liste socialiste dans la province de Barcelone. Élu au Parlement de Catalogne, il adhère au PSC et rejoint la commission de la Justice, la commission d'Organisation et de l'Administration de la Généralité, et des Affaires locales, et la commission du Défenseur du peuple.
Lors de la session plénière du 26 juillet 1988, il est élu au Sénat. Il n'est assermenté que le 20 septembre et siège à la commission conjointe pour les Communautés européennes, la commission des Autonomies et de l'Organisation et administration territoriale, et à la commission de Suivi du Fonds de compensation inter-territorial.

### Ministre de la Culture
Dans la perspective des élections législatives anticipées du 29 octobre 1989, les socialistes prennent la décision de l'investir candidat dans la province de Barcelone. Il occupe finalement la quatrième place de la liste menée par le ministre de la Défense Narcís Serra. À la suite de son élection, le porte-parole du groupe socialiste Eduardo Martín Toval propose à la commission exécutive fédérale du PSOE qu'il occupe la présidence de la commission constitutionnelle, une proposition ratifiée par la direction socialiste. Il est effectivement désigné à ce poste par ses pairs le 21 décembre 1989, siégeant en outre à la commission des Affaires étrangères et à la commission du Règlement.
Le 11 mars 1991, le président du gouvernement Felipe González annonce qu'il opère un important remaniement ministériel. À cette occasion, et à la suite des refus répétés de José María Maravall, Jordi Solé Tura est nommé à 60 ans ministre de la Culture. Il entre en fonction deux jours plus tard.

### Après le gouvernement
Pour les élections législatives anticipées du 6 juin 1993, il remonte en troisième place de la liste présentée par le PSC dans la circonscription de Barcelone, derrière le vice-président du gouvernement Narcís Serra et le ministre des Travaux publics Josep Borrell, mais devant le porte-parole parlementaire Eduardo Martín Toval. À la formation du nouvel exécutif, le 14 juillet, il n'est pas confirmé dans ses fonctions et les cède à Carmen Alborch. Le 8 septembre, il est porté à la présidence de la commission des Affaires étrangères du Congrès.
Il est confirmé troisième de la liste de Barcelone pour les élections législatives anticipées du 3 mars 1996. À l'issue du scrutin, alors que le PSOE est devancé par le Parti populaire, le groupe socialiste décide de proposer sa candidature au poste de président du Congrès des députés contre le conservateur Federico Trillo, avec le soutien de la Gauche unie (IU), lors du vote du 27 mars. Il ne remporte cependant que 160 voix favorables, contre 179 à son concurrent. Il rejoint alors la commission constitutionnelle, où il sera porte-parole socialiste à partir de janvier 1998, et la commission des Affaires étrangères.
Le 20 janvier 2000, il est investi par le Parti des socialistes de Catalogne pour postuler à l'un des quatre mandats à pourvoir au Sénat dans la province de Barcelone pour les élections sénatoriales du 12 mars, après plus de dix années passées au Congrès des députés. Avec un total de 943 919 suffrages favorables, il réalise le troisième résultat du scrutin (et le moins bon des trois candidats socialistes) et se trouve ainsi élu sénateur. Intégrant le groupe parlementaire de l'Accord catalan de progrès (ECP), il est désigné porte-parole à la commission constitutionnelle et à la commission des Affaires étrangères de la chambre haute des Cortes Generales, fonctions qu'il exerce tout au long de la législature.

### Fin de vie
Il ne se représente pas aux élections générales du 14 mars 2004 et abandonne alors la vie politique après environ 50 années d'engagement. L'année suivante, il se voit diagnostiquer la maladie d'Alzheimer, que sa famille choisira de révéler en 2007 dans le cadre d'un film sur sa vie. Il meurt le 4 décembre 2009, à l'âge de 79 ans, dans son domicile de Barcelone. Deuxième « père de la Constitution » à décéder après Gabriel Cisneros, il reçoit un hommage unanime de la classe politique.

### Vie privée
Divorcé et remarié, il a un fils et se trouve être l'oncle de Montserrat Tura, ancienne conseillère à la Justice de la Généralité de Catalogne.

## Publications
- Catalanisme i revolució burgesa (1967, puis ed. espagnole en 1970) — Prix de la critique Serra d'Or en 1968
- Ideari de Valentí Almirall (1974)
- Política internacional y conflictos de clase (1974)
- Diccionario del comunismo (1977)
- Constituciones y períodos constituyentes en España (1808 - 1936) (1977)
- La izquierda y la Constitución (1978)
- Nacionalidades y nacionalismos en España : autonomías, federalismo, autodeterminación (1985)
- Història social de la filosofia (1996) — Traduction en catalan de A History of Western Philosophy de Bertrand Russell
- Una història optimista (mémoires) (1998)

## Décoration
- Creu de Sant Jordi de la Generalitat de Catalogne